# Kazimierz Dobrowolski (nauczyciel)
Kazimierz Dobrowolski (ur. 9 października 1901, zm. 6 lutego 1977) – nauczyciel filozofii, dyrektor I Liceum Ogólnokształcącego im. Mikołaja Kopernika w Łodzi (1954–1966).

## Życiorys
Ukończył naukę w Gimnazjum im. Mikołaja Kopernika w Łodzi, następnie studiował w Instytucie Pedagogicznym Wolnej Wszechnicy Polskiej (1922–1923). Od 1921 pracował jako nauczyciel w Tuszynie. Do II wojny światowej nauczał w Szkole Powszechnej nr 2 oraz nr 10 w Łodzi. W 1928 współorganizował łódzki oddział Wolnej Wszechnicy Polskiej. Następnie ukończył naukę w Collegium Pedagogicznym WWP (1938). Podczas II wojny światowej pracował jako nauczyciel w Rembertowie i Kątach Czernickich oraz był zaangażowany w tajne nauczanie.
Po II wojnie zamieszkał w Łodzi, zyskując w 1945 tytuł magistra na Wydziale Pedagogicznym Wolnej Wszechnicy Polskiej. W latach 1952–1954 był wizytatorem szkół z ramienia Wydziału Oświaty Prezydium Rady Narodowej miasta Łodzi. W latach 1954–1966 był dyrektorem I Liceum Ogólnokształcące im. Mikołaja Kopernika w Łodzi. Z jego inicjatywy przystosowano gmach szkoły na potrzeby zwiększającej się liczby uczniów, poprzez przebudowanie bramy szkolnej na bibliotekę oraz budowę sali gimnastycznej.
Był członkiem Zarządu Oddziału Łódzkiego Towarzystwa Literackiego Adama Mickiewicza. Był przewodniczącym sekcji dyrektorów szkół ogólnokształcących Rady Narodowej miasta Łodzi, a także działaczem i wiceprezesem zarządu oddziału łódzkiego Towarzystwa Wolnej Wszechnicy Polskiej w Łodzi.

### Życie prywatne
Jego córką była dr Wanda Dobrowolska, pracująca w Instytucie Chemii Ogólnej Politechniki Łódzkiej.
Został pochowany w części rzymskokatolickiej Starego Cmentarza w Łodzi (kwatera 40 B, fr gł., 60).

## Odznaczenia
- Krzyż Oficerski Orderu Odrodzenia Polski,
- Złota Odznaka ZNP,
- Honorowa Odznaka Miasta Łodzi[2].